# Aronia × prunifolia
Il pero da fiore (Aronia × prunifolia (Marshall) Rehder, 1938) è una pianta appartenente alla famiglia delle Rosaceae.
È un ibrido derivante dall'incrocio A. arbutifolia × A. melanocarpa.

## Distribuzione e habitat
La specie è diffusa sul versante orientale del Nord America (Canada e Stati Uniti).